# 正統的周辺参加
正統的周辺参加（せいとうてきしゅうへんさんか、英語: Legitimate peripheral participation, LPP）は、何らかの実践共同体ないしコラボレーション企画において、新規の参入者が、経験あるメンバーとなり、最終的には古参となる過程を捉えた表現で、ジーン レイヴとエティエンヌ・ウェンガーによって提唱された概念である(Lave & Wenger 1991)。LPP は、学習を文脈的社会現象と捉え、共同体実践を通して獲得されるものとする。LPP によれば、新規参入者は、初めは簡単でリスクの低いものの共同体にとって生産的で、更に先の目的にとって必要となる作業に参加することで、その共同体の一員となる。新参者は、周辺的な活動を通して、求められる作業や言葉遣い、共同体の実践者たちの組織原理に通じていく。
新規参入者たちは、徐々に古参者になってゆき、一人前の熟練の水準を獲得していくが、彼らの参加は共同体の機能のより中心的な部分へと近づいていく。LPP によれば、実践共同体のメンバーシップは、新規参入者が物理的にも社会的にもアクセスできる参加可能な形態によって媒介される。古参と新参の間のメンター/メンティー関係において、古参は正当性 (legitimacy) を新参に与える権限ももっているが、他方では共同体における様々な実践や経験への新参によるアクセスの水準を制御することもできる。もし新規参入者たちが、熟練した専門家たちの実践を直接見聞することができれば、自分たちがおこなっている努力が位置付けられるより広い文脈を理解することであろう。これとは逆に、LPP は、専門家たちから隔離された新規参入者たちは、用いることができる道具や共同体が限られており、成長にも制約が生じるとする。参加の水準が高まるにつれ、参加者はその努力によってどれほどの貢献ができるのかを評価する局面に直面し、正統的周辺参加が自己評価の手段となる(Lave & Wenger 1991)。
LPP は、形式が整った正式な組織や実践の内容が厳密に定義できるような職業などのメンバーシップの描写にだけに用いられるわけではない。例えば、O'Donovan and Kirk (Kimble & Hildreth 2008) は、スポーツへの若者の参加は、体育教育に関わる実践共同体と比較できると論じた。
ウェンガーは、後の義論(Wenger 1998)では正統的周辺参加の概念を棄て、代わりに二重性の概念を導入したが、その後も正統的周辺参加という用語は、状況学習との関係で広く用いられ続けている。

## 関連文献
- Bryant, Susan, Andrea Forte and Amy Bruckman, Becoming Wikipedian: Transformation of participation in a collaborative online encyclopedia, Proceedings of GROUP International Conference on Supporting Group Work, 2005. pp 1.-10 （リポジトリー）